# Kanton Argenteuil-Ouest
Der Kanton Argenteuil-Ouest war von 1985 bis 2015 ein französischer Wahlkreis im Arrondissement Argenteuil, im Département Val-d’Oise und in der Region Île-de-France. Er bestand aus einem Teil der Stadt Argenteuil.

## Bevölkerungsentwicklung
| 1990   | 1999   | 2009   |
| ------ | ------ | ------ |
| 33.620 | 34.532 | 37.563 |